# 清水潔 (ジャーナリスト)
清水 潔（しみず きよし、1958年 - ）は東京都出身のジャーナリスト。
早稲田ジャーナリズム大学院非常勤講師。
日本テレビ報道局記者・特別解説委員。

## 経歴
1958年、東京都生まれ。
新潮社の写真週刊誌「FOCUS」編集部を経て、事件専門記者となった。1999年、「FOCUS」記者時代に埼玉県桶川市の桶川駅前で起きた『桶川ストーカー殺人事件』では、埼玉県警察の捜査より先に事件の容疑者を割り出し、警察に通告。さらに、上尾警察署が被害者の告訴をもみ消していたこともスクープした。
2001年の「FOCUS」休刊後、日本テレビへ移籍する。報道局記者やチーフディレクター、特別解説委員を歴任。
2005年、静岡県浜松市から海外逃亡した強盗殺人犯を追跡。男をブラジルで発見して直撃取材する。男の存在は静岡県警に伝えられ、翌年には日本初の代理処罰制度によりブラジルで逮捕される。その後、現地の司法によって裁かれ禁錮34年の判決を受ける。
2007年夏より、足利事件を含む北関東連続幼女誘拐殺人事件の取材を再開する。取材過程において、確定していた無期懲役囚は冤罪ではないかと、捜査の矛盾点や謎を継続報道し、DNA再鑑定を行うべきと提起し続ける。2009年6月に、日本で初めて行われたDNA再鑑定により、不一致だったことが判明、受刑者は釈放された。
2010年、「文藝春秋」10月1日号から数ヶ月にわたって『私は真犯人を知っている』と題したレポートを開始。2007年の足利事件についての取材で、真犯人と思われる男の目撃者とその目撃証言を掘り起こす。それを根拠に、冤罪報道を行なっていたことを公開する一方で、足利事件の真犯人を特定し捜査当局に伝えている。
2011年、「文藝春秋」4月1日号『これが真犯人の根拠だ！』で、清水が追い続けてきた男性のDNA型が、足利事件の真犯人のDNA型と一致することを明らかにしている。事件の再鑑定を行なった筑波大学の教授の鑑定結果と完全に一致していたという。
2016年、清水の著書である『殺人犯はそこにいる』（新潮文庫）が、文庫本に手書きのカバーを付けて中身を隠した「文庫X」として販売され、のちに30万部以上を売り上げた。
2015年、2018年、清水がチーフディレクターで制作されたNNNドキュメント「南京事件」シリーズが大きな話題となり、ギャラクシー賞、JCJ賞など10本以上を受賞するという高い評価を受けた。

## 受賞歴
- 警視総監感謝状（「交通大戦争」雑誌連載企画）
- 日本ジャーナリスト会議（JCJ）大賞（『遺言：桶川ストーカー事件の深層』）
- 編集者が選ぶ雑誌ジャーナリズム賞（桶川事件報道2001年）
- 日本民間放送連盟最優秀賞（足利事件報道 2010年）
- ギャラクシー賞奨励賞（NNNドキュメント'10「検察…もう一つの疑惑〜封印された真犯人」 2010年11月21日放送）
- 編集者が選ぶ雑誌ジャーナリズム賞（足利事件連載企画、2011年）
- 日本民間放送連盟テレビ報道部門優秀賞（連続幼女誘拐・殺人事件に新事実 2011年）
- 日本推理作家協会賞評論その他の部門（『殺人犯はそこにいる：隠蔽された北関東連続幼女誘拐殺人事件』、2014年）
- 新潮ドキュメント賞（『殺人犯はそこにいる：隠蔽された北関東連続幼女誘拐殺人事件』、2015年）
- ギャラクシー賞優秀賞（NNNドキュメント'15「南京事件〜兵士達の遺言」2015年10月4日放送）
- 平和・協同ジャーナリスト基金賞奨励賞（NNNドキュメント'15「南京事件〜兵士達の遺言」2015年10月4日放送）
- 放送人グランプリ　2016（NNNドキュメント'15「南京事件〜兵士達の遺言」2015年10月4日放送）
- メディアアンビシャス賞（NNNドキュメント'15「南京事件〜兵士達の遺言」2015年10月4日放送）
- 日本民間放送連盟テレビ報道部門優秀賞（NNNドキュメント'15「南京事件〜兵士達の遺言」2015年10月4日放送）
- 早稲田ジャーナリズム大賞公共奉仕部門（NNNドキュメント'15「南京事件〜兵士達の遺言」2015年10月4日放送）
- 日本民間放送連盟テレビ報道部門優秀賞（NNNドキュメント'18「南京事件Ⅱ〜歴史修正を調査せよ」2018年）
- 日本ジャーナリスト会議（JCJ）賞（NNNドキュメント'18「南京事件Ⅱ〜歴史修正を調査せよ」2018年）
- メディアアンビシャス賞（NNNドキュメント'18「南京事件Ⅱ〜歴史修正を調査せよ」2018年）
- ギャラクシー賞奨励賞（NNNドキュメント'20「封印　～沖縄戦に秘められた鉄道事故～」2020年6月21日放送）

## 著書
- 『遺言：桶川ストーカー事件の深層』新潮社、2000年 『桶川ストーカー殺人事件：遺言』新潮文庫、2004年5月 ISBN 978-4101492216[注釈 1][注釈 2]
- 『殺人犯はそこにいる：隠蔽された北関東連続幼女誘拐殺人事件』新潮社、2013年　新潮文庫、2016年 ISBN 978-4101492223[注釈 3][10]
- 『騙されてたまるか 調査報道の裏側』新潮新書 2015年 ISBN 978-4106106255
- 『「南京事件」を調査せよ』文藝春秋、2016年 ISBN 978-4163905143
- 『鉄路の果てに』マガジンハウス、2020年 ISBN 978-4838730971

## 共著
- 日本テレビ報道局『ACTION日本崩壊 五つの難問を徹底追跡する』新潮社、2008年12月、ISBN 978-4103133315
- 『真犯人に告ぐ！ 未解決事件ファイル』朝日新聞出版、2010年1月、ISBN 978-4-02-274544-6
- 『文藝春秋』、『週刊朝日』、『創』などの月刊誌、週刊誌で執筆。
- 『私は真犯人を知っている』文藝春秋、2011年3月、ISBN 978-4-16-780127-4
- 『調査報道がジャーナリズムを変える』花伝社 ISBN 978-4-7634-0603-3 C0036
- 『裁判所の正体:法服を着た役人たち』新潮社 ISBN 978-4104405039

## ブログ・連載
- 足利事件に関するブログ - ウェイバックマシン（2009年3月16日アーカイブ分）「日本テレビ ACTION」
- 清水潔記者が主人公の漫画『VS.（ヴァーサス）-北関東連続幼女誘拐・殺人事件の真実-』が『週刊ヤングジャンプ』に2009年10月21日発売号から短期連載された。原作：髙野洋、漫画：橘賢一、監修：日本テレビ報道局「ACTION」取材班。
- 上記連載単行本『VS． ―北関東連続幼女誘拐・殺人事件の真実－』ISBN 978-4-08-782271-7
- 文藝春秋［2010年10月1日号］菅家さん冤罪足利事件『私は真犯人を知っている』
- 文藝春秋[2010年11月1日号] 菅家さん冤罪足利事件『真犯人は幼女五人連続誘拐犯』
- 文藝春秋[2010年12月1日号] 菅家さん冤罪足利事件『検察が隠蔽する「真犯人のDNA」』
- 文藝春秋[2011年1月1日号] 連続キャンペーン『足利事件、国会で明らかになった重大事実』
- 文藝春秋[2011年2月1日号] 足利事件キャンペーン・菅家利和の告白『なぜ真犯人が野放しなのか』
- 文藝春秋[2011年3月1日号] 菅家さん冤罪足利事件『真犯人のDNA型が二つあった！』
- 文藝春秋[2011年4月1日号] 足利事件キャンペーン・決定的新事実『これが真犯人の根拠だ！』
- 文藝春秋[2011年5月1日号] 足利事件キャンペーン・『ついに総理と被害者家族が動いた』
- 文藝春秋[2011年6月1日号] 足利事件キャンペーン・『五つの被害家族が初めて会った日』
- 新潮45[2011年7月号] 伝えきれなかった「津波の現実」
- 新潮45[2014年7月号] 「飯塚事件」再審棄却司法は何を隠蔽したのか